# Luca Witzke
Luca Witzke (3 de abril de 1999) es un jugador de balonmano alemán que juega de central en el SC DHfK Leipzig. Es internacional con la selección de balonmano de Alemania.
Su primer gran campeonato con la selección fue el Campeonato Europeo de Balonmano Masculino de 2022.

## Palmarés

### Selección nacional
| Juegos Olímpicos | Juegos Olímpicos | Juegos Olímpicos | Juegos Olímpicos |
| Año              | Lugar            | Medalla          |                  |
| ---------------- | ---------------- | ---------------- | ---------------- |
| 2024             | París            | Medalla de plata |                  |

## Clubes
| Club            | País     | Año         |
| --------------- | -------- | ----------- |
| TUSEM Essen     | Alemania | 2018 - 2019 |
| SC DHfK Leipzig | Alemania | 2019 - Act. |